# Amsterdamön, Svalbard

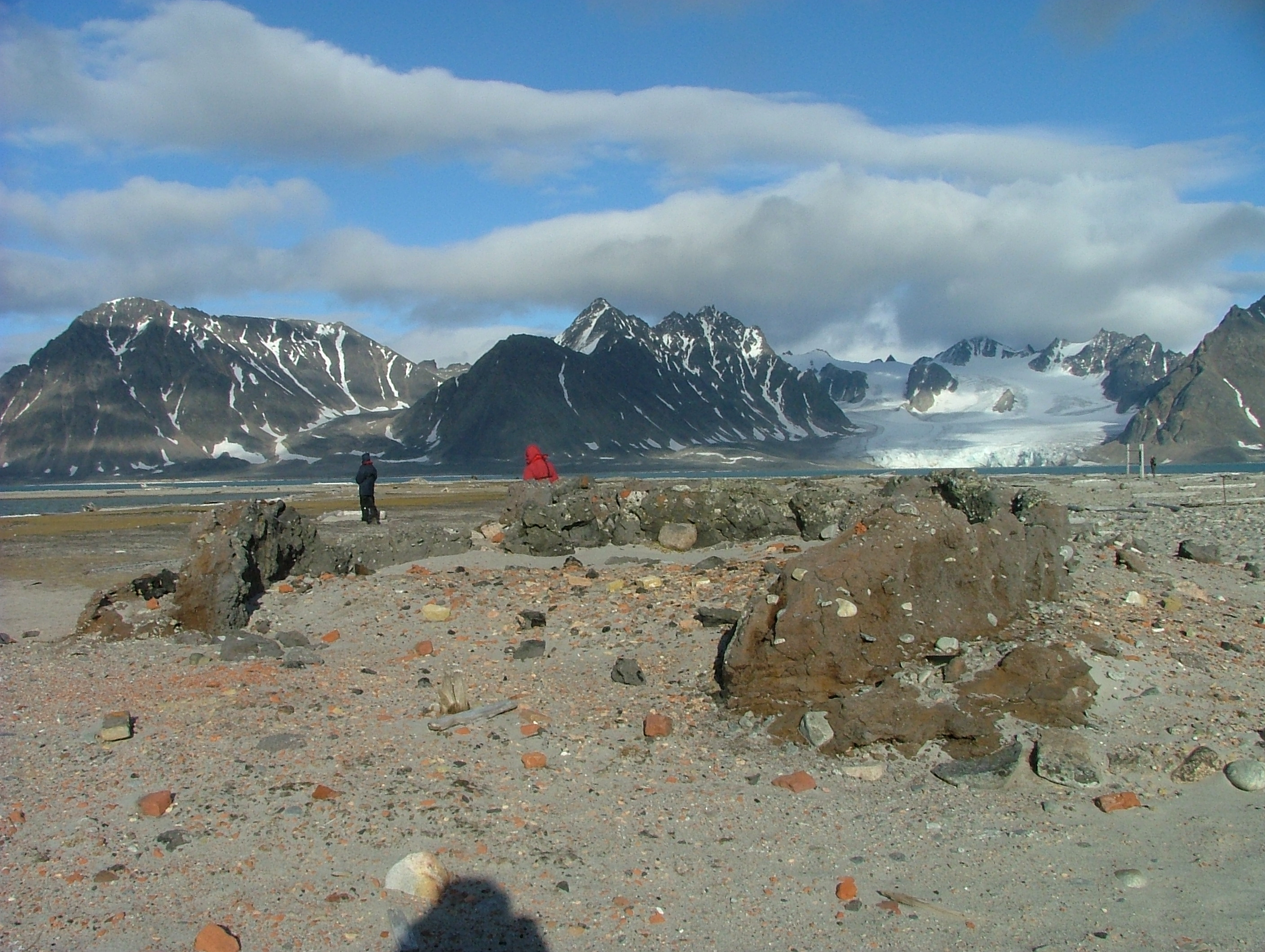
Lämningar av valspäckutvinning i Smeerenburg.

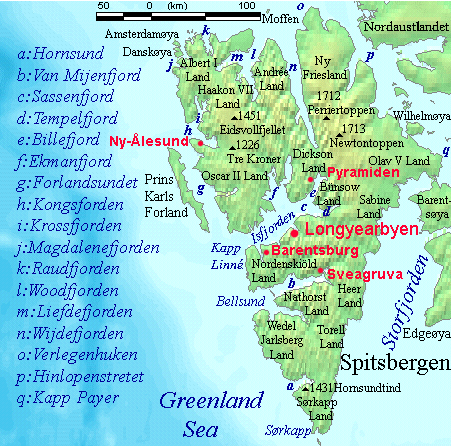
Karta med Amsterdamön (Amsterdamøya) uppe t.v.

Amsterdamön (norska: Amsterdamøya) är en ö i Svalbard, belägen nära Spetsbergens nordvästra hörn. Söder om ön, på andra sidan Danskegattet, ligger Danskön. Ön är ungefär fem kilometer bred och 7,6 kilometer lång och ytan uppgår till cirka 19 km². Ön har namn efter Amsterdam i Nederländerna och var holländarnas samlingsplats under valjaktens storhetstid på 1600-talet. På sydvästra Amsterdamön ligger ruinerna efter valfångarnas huvudort Smeerenburg.
På Amsterdamön finns stora kolonier av tretåig mås samt kolonier av alkekung, spetsbergsgrissla, tobisgrissla och vittrut. På ön finns även valrossar.